# Kbk wz. 2002 BIN
El Kbk wz. 2002 BIN es un fusil de asalto bullpup de origen polaco, que dispara el cartucho 5,56 x 45 OTAN. Fue un intento de rediseño del Kbs wz. 1996 Beryl en la forma de un bullpup. Es una plataforma completamente funcional, con una culata de madera maciza provisional. El diseño del prototipo fue utilizado para desarrollar un modelo diseñado por computadora, designado como BIN-21, que sirvió como base para el desarrollo del Kbk wz. 2005 Jantar.